# Pierre-Robin-Sequenz
Die Pierre-Robin-Sequenz (auch Pierre-Robin-Syndrom oder Robin-Syndrom, da Pierre der Vorname) ist eine angeborene Fehlbildung beim Menschen. Sie ist nach ihrem Erstbeschreiber (1923) benannt, dem Pariser Zahnarzt Pierre Robin (1867–1950).
Sie ist charakterisiert durch drei Symptome
- kleiner Unterkiefer (Mikrognathie), fliehendes Kinn (Mikrogenie, mandibuläre Retrognathie)
- in den Rachen verlagerte Zunge mit teilweiser Behinderung der Luftwege (Glossoptose, eventuelle Mikro- oder Makroglossie)[3], auch Stridor
- U-förmige Gaumenspalte (in 60 % bis 80 % der Fälle)

Ferner finden sich:
- Herzfehler in 15–25 %
- Veränderungen an den Extremitäten: angeborene Extremitätenamputationen, Klumpfuß, Hüftluxation, Syndaktylie
- Veränderungen an den Augen: Strabismus, Glaukom, Mikrophthalmie
- geistige Behinderung in bis zu 20 %[4]

## Ursache, Entstehung
Die Erkrankung entsteht durch eine embryonale Entwicklungsstörung. Die Ursache (Ätiologie) und Entstehung (Pathogenese) der Krankheit sind nicht vollständig geklärt. Es wurden ein gehäuftes familiäres Vorkommen sowie chromosomale Veränderungen beobachtet.
Es gibt äußere Ursachen, wie teratogene Substanzen, wie Vitamin-A-Überdosierung, Rauchen der Mutter in der Schwangerschaft, Alkoholmissbrauch, Krankheiten der Mutter während der Schwangerschaft (bakterielle oder virale Erkrankungen), die zur Pierre-Robin-Sequenz beitragen.
Rein mechanisch wirkenden Faktoren wie Fruchtwassermangel oder ungewöhnliche Kopfhaltung des Embryos werden ebenfalls für die Pierre-Robin-Sequenz verantwortlich gemacht. Es gibt unterschiedliche Auffassungen über die primäre Ursache.
Eine Erklärung nimmt an, dass durch den verkleinerten Unterkiefer die Zunge nach hinten und nach oben gedrängt wird. Dadurch soll das Verschmelzen der Gaumenfortsätze des linken und des rechten Oberkieferwulstes während der Embryonalentwicklung verhindert werden und eine Gaumenspalte entstehen.
Eine andere Erklärung sieht die primäre Ursache in einer Störung der Zungenentwicklung. Die verzögerte Zungenentwicklung verhindert die Streckung des Unterkiefers und bewirkt die Mikrogenie.

## Auftrittshäufigkeit
Die Auftrittshäufigkeit ist niedrig und liegt ungefähr bei einem Kind unter 8.000 bis 30.000 Geburten, je nachdem, ob man übergeordnete Syndrome wie zum Beispiel das seltene Carey-Fineman-Ziter-Syndrom mit einbezieht. Mädchen sind häufiger betroffen als Jungen (=Gynäkotropie). Das Verhältnis Mädchen zu Jungen ist ungefähr 3:2.

## Auswirkungen und Probleme
Eine Pierre-Robin-Sequenz kann vielfache Auswirkungen haben:
- Beeinträchtigung der Atmung: Durch die Rückverlagerung der Zunge weisen  die oberen Luftwege anatomische Abweichungen auf und es liegt häufig ein obstruktives Schlaf-Apnoe-Syndrom vor. Dadurch können schon kurz nach der Geburt Erstickungsanfälle mit lebensbedrohlicher Atemwegsverlegung durch die Zunge auftreten. Auch kann die Zunge während des Schlafes zurückfallen, die Atemwege verschließen und zu Sauerstoffmangel führen. Eine Rückenlagerung des Säuglings soll vermieden werden. Eine Intubation und in den seltensten Fällen operative Eingriffe sind eventuell nötig:  Luftröhrenschnitt und Fixierung der Zunge.
- Ernährungsstörungen, Saug- und Schluckstörungen: Die Ernährung ist oft ein Problem. Insbesondere das Stillen gestaltet sich schwierig. Durch die zurückverlagerte Zunge verschluckt sich das Kind häufig, Luft wird geschluckt und häufiges Aufstoßen oder Erbrechen ist die Folge. Die Koordination von Schlucken und Saugen ist manchmal gestört. Bei Gaumenspalten kommen noch die typischen Probleme dieser Fehlbildung dazu (kein oder unzureichendes Saugvakuum, Gefahr der Aspiration von Nahrung). Eine mangelnde Gewichtszunahme ist oft die Folge. Eine Sondenernährung kann in manchen Fällen nötig werden. Die Gaumenplatte und spezielle Fütterhilfen (Fingerfeeding, spezielle Sauger: Haberman Feeder oder Playtex Drop-Ins) ermöglichen aber meistens eine orale Ernährung.
- Sprechprobleme: Durch die Gaumenspalte und die zurückverlagerte Zunge kann die Balance zwischen nasalem und oralem Resonanzraum gestört sein. Es entsteht ein hypernasaler Stimmklang.
- Wachstumsstörungen des Mittelgesichts: Durch den fehlenden Druck der Zunge auf den Gaumen und auch durch Narbenzug nach Gaumenspaltenverschluss kann es zu Wachstumsstörungen mit Rückverlagerung des Oberkiefers kommen.
- Ohr-Erkrankungen: Durch die Gaumenspalte können Ergüsse und Ohrinfektionen die Folge sein und Hörprobleme auftreten.
- Zahnfehlstellungen
- Durch evtl. persistierende fehlerhafte und/oder nasale Aussprache können psychosoziale Probleme auftreten.

## Behandlung
Hinsichtlich der Gaumenspalte siehe ausführliche Beschreibung in Lippen-Kiefer-Gaumenspalte.
Zusätzlich sind sinnvoll:
- Geburt in einem Krankenhaus der Maximalversorgung, falls die Gesichtsfehlbildung pränatal bekannt ist.
- Von Geburt an konsequentes Freihalten der Atemwege: in leichteren Fällen durch Bauchlagerung (Zunge fällt durch Schwerkraft nach vorn), ansonsten  mit Hilfe der sog. Tübinger Gaumenplatte oder durch operative Verfahren (Unterkiefer-Drahtextension, Knochendistraktion)
- In den ersten Lebenswochen konsequentes Monitoring der Vitalfunktionen, vor allem nachts, um Atemaussetzer sofort zu erkennen, ggf. Heimmonitoring.
- Sicherstellung einer ausreichenden Gewichtszunahme des Säuglings. Stillen ist aufgrund der Anatomie sehr selten möglich, deshalb ist es sinnvoll Muttermilch per Milchpumpe abzupumpen.
- Überwachung der Mittelohrbelüftung
- Funktionskieferorthopädische Behandlung zur Korrektur des Unterkiefers (z. B. Aktivator)
- Humangenetische sowie augenärztliche Untersuchung zwecks Diagnose bzw. Ausschluss des Stickler-Syndroms (sinnvoll im Alter von etwa 1 Jahr)
- Sprachtherapie (Logopädie)

## Assoziation
Die Pierre-Robin-Sequenz kann in Verbindung mit anderen Fehlbildungen auftreten:
- Akrofaziale Dysostose Nager
- Beckwith-Wiedemann-Syndrom
- Catel-Manzke-Syndrom
- CHARGE-Assoziation
- Myotone Dystrophie Curschmann-Steinert
- Diastrophe Dysplasie
- Fetales Alkoholsyndrom
- Illum-Syndrom
- Kampomele Dysplasie
- Mikrodeletionssyndrom 22q11 (auch Velocardiofaziales Syndrom, Shprintzen-Syndrom): Herzfehler
- Oroakrales Syndrom
- Oto-spondylo-megaepiphysäre Dysplasie
- Postaxiale akrofaziale Dysostose
- Shprintzen-Syndrom
- Spondylo-epiphysäre Dysplasia congenita
- Stevenson-Syndrom
- Stickler-Syndrom
- Syndrom der persistierenden linken oberen Hohlvene
- Treacher-Collins-Syndrom: schräg liegende Augen, fehlgebildete/fehlende Ohren
- Weissenbacher-Zweymüller-Phänotyp: angeborene Skelettanomalien, Minderwuchs
- Zerebrokostomandibuläres Syndrom

Sie ist ein wesentliches Merkmal beim TARP-Syndrom.